# FC Gießen
Der FC Gießen (offiziell: FC Gießen 1927 Teutonia/1900 VfB e. V., vormals Sportclub Teutonia 1927 Watzenborn-Steinberg e. V.) ist ein Sportverein aus Gießen und dem Pohlheimer Stadtteil Watzenborn-Steinberg im Landkreis Gießen. Der Verein bietet Fußball und Tennis an. Der ursprüngliche Verein SC Teutonia Watzenborn-Steinberg wurde im Zuge der Aufnahme der Fußball-Herrenmannschaften des VfB Gießen zum 1. Juli 2018 in FC Gießen umbenannt und erhielt ein neues Logo sowie neue Vereinsfarben.
Die erste Fußballmannschaft spielt in der Saison 2025/26 nach dem Abstieg aus der Regionalliga Südwest in der fünftklassigen Hessenliga.

## Geschichte

### Teutonia Watzenborn-Steinberg

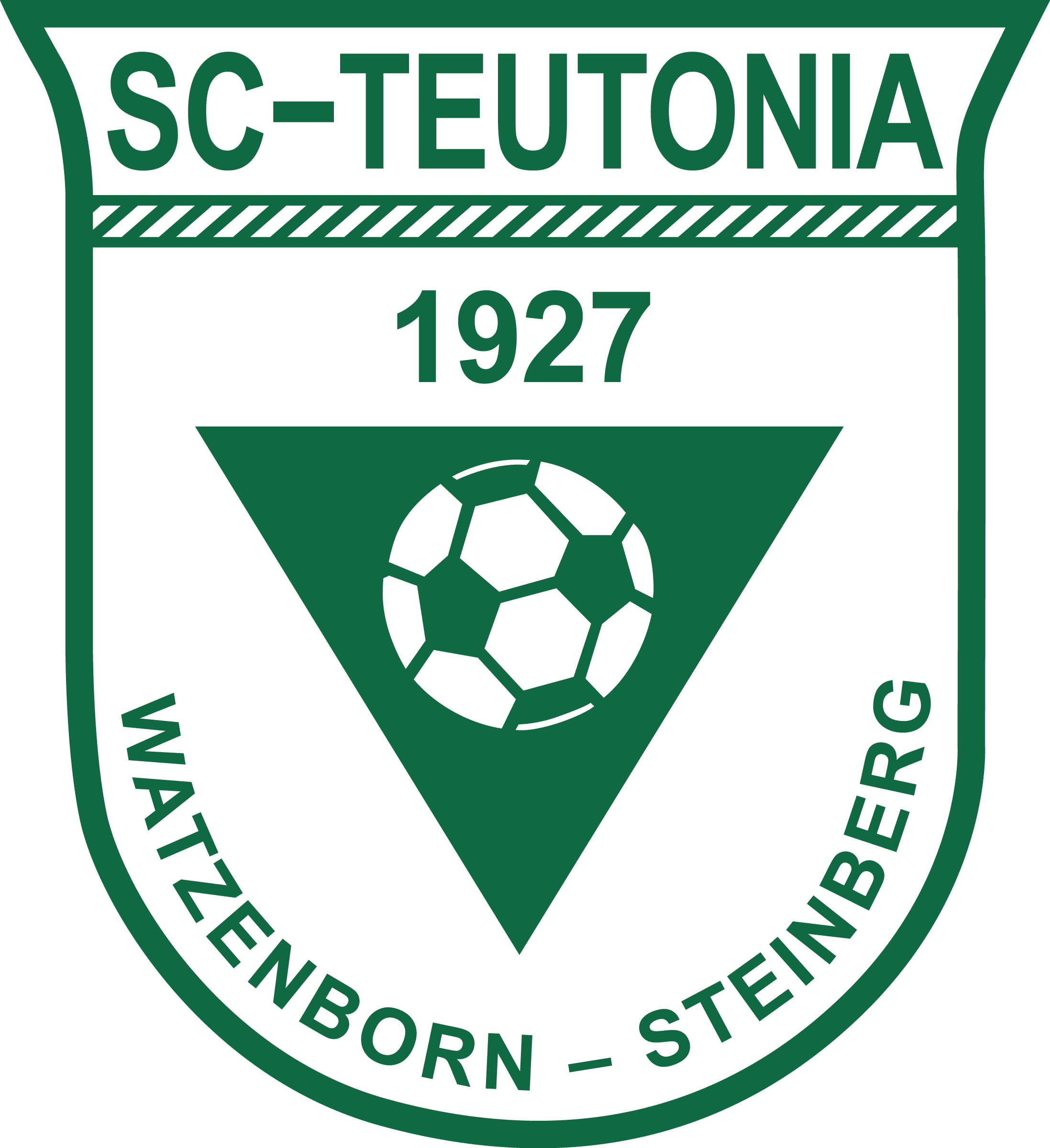
Vereinslogo Teutonia Watzenborn-Steinberg

Der Verein wurde am 1. November 1927 als FC Teutonia Steinberg gegründet und hatte ursprünglich die Vereinsfarben blau-gelb. Anfang der 1930er Jahre wurde der Vereinsname in FC Teutonia Watzenborn-Steinberg geändert und die heutigen Vereinsfarben grün-weiß angenommen. Im Jahre 1937 erreichte der Verein die zweitklassige Bezirksklasse und sorgte ein Jahr später im Pokal für Furore. Die Qualifikation für den Tschammerpokal, dem Vorläufer des DFB-Pokals wurde verpasst. Das Spiel gegen Borussia Fulda wurde abgesagt. Aus unbekannten Gründen nahm die Borussia dann am Tschammerpokal teil. 1939 wurden die Teutonen Bezirksmeister und erreichten die Aufstiegsrunde zur seinerzeit erstklassigen Gauliga Hessen, wo die Mannschaft allerdings am TSV 1860 Hanau scheiterte. Nach dem Ende des Zweiten Weltkrieges spielten die Watzenborner in der Spielzeit 1946/47 in der Landesliga Hessen, der damals höchsten Amateurklasse und ab 1948 in der 2. Amateurliga. Vier Jahre später wurde die Mannschaft Meister ihrer Staffel, scheiterte aber im Entscheidungsspiel um den Aufstieg in die 1. Amateurliga Hessen mit 0:1 an der SpVgg Bad Homburg. Vier Jahre später verpasste die Teutonia erneut den Aufstieg, dieses Mal gegen Germania Marburg. Ende der 1950er Jahre erlebte der Verein eine sportliche Talfahrt, die die Watzenborner 1961 in die B-Klasse führte. Abgesehen von einem Bezirksligagastspiel in den 1970er Jahren war die Mannschaft bis in die 1990er Jahre hinein nur auf Kreisebene aktiv. 1995 gelang dann der Aufstieg in die Bezirksliga, dem zwei Jahre später der Sprung in die Bezirksoberliga Gießen/Marburg folgte.
Dort wurde in der Relegationsrunde nur aufgrund der schlechteren Tordifferenz der Durchmarsch in die Landesliga Mitte verpasst. Im Jahre 2003 musste die Teutonia nach einer Ligareform absteigen, schaffte aber den direkten Wiederaufstieg und ein Jahr später die erstmalige Qualifikation für den Hessenpokal. Ebenfalls 2006 stiegen die Watzenborner als Vizemeister der Bezirksoberliga in die Landesliga auf, aus der die Mannschaft zwei Jahre später absteigen musste. Im Jahre 2011 stiegen die Teutonen in die nunmehr Verbandsliga genannten zweithöchsten hessischen Liga auf. Nachdem die Mannschaft im Jahre 2014 nur knapp den Abstieg vermeiden konnte, wurde die Teutonia ein Jahr später Meister und stieg in die Hessenliga auf. Hinter dem Aufschwung des Vereins steht der Unternehmer Jörg Fischer. Auch in der Hessenliga ging der sportliche Aufschwung weiter und die Teutonia ging als Tabellenführer der Fußball-Hessenliga 2015/16 in die Winterpause. Als Spitzenreiter wurde die Saison auch beendet, sodass die Teutonia als Aufsteiger in der Fußball-Regionalliga Südwest 2016/17 spielte. Nach nur einer Saison folgte der direkte Wiederabstieg. Nach einer turbulenten Saison als Regionalligaabsteiger schloss die Teutonia 2017/18 auf dem 4. Platz in der Hessenliga ab.

### VfB Gießen

Vereinslogo VfB Gießen

Der VfB Gießen entstand am 17. Mai 1956 durch die Fusion des VfB 08 Gießen mit der SpVgg 1900 Gießen. Der Verein übernahm nach der Gründung den Platz des VfB 08 in der seinerzeit drittklassigen Amateurliga Hessen. In dieser wurden die Gießener in der Saison 1962/63 Meister, durfte aber aufgrund einer Ligareform und die Einführung der Regionalliga als zweithöchste Spielklasse nicht aufsteigen. 1964, 1972 und 1979 gewann der VfB Gießen jeweils den Hessenpokal. In der Saison 1979/80 nahmen die Gießener zum ersten und einzigen Mal am DFB-Pokal teil, scheiterte aber bereits in der ersten Runde mit 2:4 am FC 08 Homburg. 1982 stieg der VfB Gießen aus der Oberliga Hessen ab und rutschte bis in die Bezirksliga hinunter. 1995 kehrten die Gießener in die Oberliga Hessen zurück und machten durch die Verpflichtung des Weltmeisters von 1990 Uwe Bein bundesweit Schlagzeilen.
Der angestrebte Aufstieg in die Regionalliga wurde jedoch verfehlt und 2001 zog sich der Verein aus finanziellen Gründen aus der Oberliga zurück. Erst 2002 machte der VfB Gießen einen Neustart in der Kreisliga B und spielte von 2009 bis 2017 in der Verbandsliga Mitte, der zweithöchsten hessischen Amateurliga. Die Fußballerinnen des VfB Gießen nahmen in der Saison 1996/97 am DFB-Pokal der Frauen teil und scheiterten nach einem Freilos in der ersten Runde mit 0:4 am SC Sand. Die spätere Weltmeisterin von 2003 Nia Künzer spielte als Jugendliche beim VfB Gießen.

### FC Gießen
Seit dem 1. Juli 2018 tritt der Verein FC Teutonia Watzenborn-Steinberg als FC Gießen in den neuen Vereinsfarben rot-weiß in der Hessenliga an. Die Fußballabteilung des VfB Gießen löste sich zum 30. Juni 2018 auf und schloss sich dem zum 1. Juli 2018 umbenannten FC Gießen an. Am Ende der Saison 2018/19 wurde der FC Gießen Meister der Hessenliga und stieg in die Regionalliga Südwest auf. Von 11. Juni bis Oktober 2019 war Franz Gerber sportlicher Leiter des FC Gießen. Da die Saison 2019/20 der Regionalliga Südwest aufgrund der COVID-19-Pandemie im Mai 2020 vorzeitig abgebrochen werden musste, einigte man sich darauf, auf die Ermittlung von Absteigern zu verzichten. Der FC Gießen belegte in der Abschlusstabelle den 15. Platz. In der Folgesaison 2020/21 sicherte sich der FC Gießen ebenfalls den Klassenerhalt, auch bedingt durch die Reduzierung der Absteiger auf zwei Vereine. In der Saison 2021/22 stand für den FC Gießen der Abstieg in die Hessenliga bereits zwei Spieltage vor Saisonende fest. Nach einem sehr großen Umbruch, bei dem fast die komplette Mannschaft ausgetauscht wurde, aber wiederum auch der Ex-Bundesligist Michael Fink blieb, kam die Mannschaft erst schleppend in die Saison. Ab Ende September folgte dann aber eine Serie von acht Siegen bzw. zwölf ungeschlagenen Spielen in Serie. Resultierend daraus war der FCG vom 14. bis 20. Spieltag Tabellenführer. Danach wurde der Verein vom späteren Meister Eintracht Frankfurt II überholt und verließ aber nie den zweiten Platz. Dieser hätte zur Teilnahme an den Relegationsspielen um den Aufstieg in die Regionalliga Südwest gereicht, am 16. Mai 2023 wurde jedoch ein Aufstiegsverzicht bekundet. Am 29. Mai wurde mit dem 2:0-Sieg im Finale des SWG-Kreispokales beim Gastgeber FSV Fernwald die Teilnahme am Hessenpokal 2023/24 gesichert. Es ist nach 2019 der zweite Pokalsieg (ebenfalls mit einem (3:1)-Sieg gegen den FSV).
In der Saison 2023/24 stieg der FC Gießen am vorletzten Spieltag wieder in die Regionalliga auf. Dort spielte der Aufsteiger in der Saison 2024/25 eine schwache Vorrunde und erzielte in der ersten Saisonhälfte nur 12 Punkte aus 17 Spielen. Obwohl es in der Rückrunde deutlich besser lief (26 Punkte, 7. Platz in der Rückrundentabelle), reichte es am Saisonende nicht zum Klassenerhalt und der FC stieg als Tabellenfünfzehnter wieder in die Hessenliga ab.

## Kader der Saison 2024/25
(Stand: 13. April 2025)
| Nr.        | Nat.        | Spieler                | Geboren       | Im Verein seit |
| ---------- | ----------- | ---------------------- | ------------- | -------------- |
| Tor        |             |                        |               |                |
| 01         | Deutschland | Bilal Jomaa Zabadne    | 26. Nov. 1998 | 2023           |
| 33         | Deutschland | Jonas Omar             | 2. Okt. 2005  | 2024           |
| Abwehr     |             |                        |               |                |
| 02         | Deutschland | Rico Kaiser            | 10. Jan. 1997 | 2023           |
| 03         | Deutschland | Maximilian Böger       | 22. Apr. 2002 | 2023           |
| 04         | Bulgarien   | Martin Mihaylov        | 1. Jan. 2002  | 2023           |
| 05         | Deutschland | Pietro Besso           | 8. Juli 2003  | 2022           |
| 13         | Deutschland | Michael Fink           | 1. Feb. 1982  | 2021           |
| 18         | Korea Sud   | Kim Yoon-do            | 29. Mai 2003  | 2025           |
| 22         | Deutschland | Davide Itter           | 5. Jan. 1999  | 2024           |
| 23         | Deutschland | Wessam Abdel-Ghani     | 9. Aug. 1994  | 2022           |
| 29         | Deutschland | Ilias Ebnoutalib       | 6. Sep. 2005  | 2024           |
| Mittelfeld |             |                        |               |                |
| 06         | Deutschland | Lennox Reichenbächer   | 18. Dez. 2006 |                |
| 07         | Deutschland | Ferdinand Scholl       | 22. Dez. 2001 | 2023           |
| 08         | Deutschland | Lian Akkus Rodríguez   | 20. Sep. 2003 | 2022           |
| 10         | Deutschland | Tolga Duran            | 20. Apr. 1995 | 2023           |
| 14         | Deutschland | David Siebert          | 29. Jan. 2001 | 2024           |
| 15         | Marokko     | Yassine Maingad        | 24. Nov. 1997 | 2024           |
| 17         | Deutschland | Nicolai Arcanjo-Köhler | 22. Jan. 1999 | 2024           |
| 20         | Grenada     | Keanu Hagley           | 17. Feb. 1998 | 2022           |
| 26         | Deutschland | Mohammed Walid Haddou  | 9. Apr. 2005  | 2024           |
| 34         | Deutschland | Ayoub Bagdadi          | 27. Jan. 2005 | 2025           |
| Sturm      |             |                        |               |                |
| 09         | Deutschland | Oliver Kovacic         | 25. Nov. 2001 | 2025           |
| 19         | Deutschland | Shako Onangolo         | 5. Juni 2000  | 2025           |
| 30         | Deutschland | Dominik Rummel         | 7. Sep. 1993  | 2024           |
| 77         | Deutschland | Patrice Kabuya         | 7. Jan. 2000  | 2025           |

## Spielstätten
Heimspielstätte der 1. Mannschaft des FC Gießen ist das Waldstadion in Gießen mit einer Kapazität von 4.999 Zuschauern. Die Zweite Mannschaft sowie die Jugend des Vereins spielen auf dem Sportplatz An der Neumühle in Watzenborn-Steinberg, der auch Trainingsstätte aller Mannschaften ist. Während der Regionalligasaison 2016/17 spielte die Teutonia im Stadion Wetzlar und im Georg-Gaßmann-Stadion in Marburg.